# Stonehenge (edificio)
Stonehenge es un edificio de apartamentos residenciales en el Bulevar Este en la sección Woodcliff de North Bergen, Nueva Jersey en los Estados Unidos. Situado junto a North Hudson Park, el edificio fue construido en 1967 durante una juerga de construcción de gran altura y a 112 m es uno de los edificios más altos de la zona. El edificio de 34 pisos cuenta con 356 apartamentos y 5 niveles de estacionamiento bajo techo.

## Incidente de Stonehenge
El "incidente de Stonehenge" o "avistamientos de ovnis en North Hudson Park" ocurrió el 12 de enero de 1975. Según George O'Barski, mientras conducía, escuchó estática en su radio y vio en North Hudson Park una "nave espacial" redonda y oscura con ventanas brillantemente iluminadas que se cernía sobre el suelo. Diez figuras pequeñas, encapuchadas y vestidas de manera idéntica emergieron del OVNI, excavaron tierra y la recogieron en bolsas antes de regresar a la nave. O'Barski regresó al sitio al día siguiente y encontró los agujeros. Meses después, O'Barski le contó la historia al ufólogo Budd Hopkins, quien junto con otros ufólogos supuestamente encontraron testigos independientes (porteros en el Stonehenge) que también informaron haber visto el OVNI. El incidente fue informado por Hopkins en The Village Voice, su libro de 1988 Missing Time, y también en periódicos locales.